# Хала спортова Жарково
Хала спортова Жарково је једна од најсавременије опремљених спортских хала у Београду, налази се у улици Олимпијских игара 14. Хала пружа квалитетан ниво услуге спортистима и рекреативцима како у погледу комфора, тако и у погледу разноврсних спортских и рекреативних активности. Организована је у смислу припреме спортиста и обављања спортских активности као и рекреације, а њу чине: мултифункционална хала, терен за фудбал са вештачким травом, теретана и сала за фитнес. Саставни део хале чине и 15 модерно опремљених и максимално функционалних свлачионица са тушевима и подним грејањем.
Лоцирана је у једном од најлепших делова Београда, у кошутњачкој шуми. Хала спортова се налази на 250 метара од Факултета спорта и физичког васпитања, главни улаз у халу је из улице Благоја Паровића.
Мултифункционална хала се састоји од два бочна кошаркашка терена, односно једним централним. Поред кошарке у хали се могу одржавати и сви остали дворански спортови. Капацитет је око 800 гледалаца, од чега је 350 седећих места.